# Aurora Seco Torrecillas
Aurora Seco Torrecillas ( Cádiz, 12 de julio de 1954 ) es una química y catedrática española en Tecnologías del Medio Ambiente en la  Escuela Técnica Superior de Ingeniería, departamento de Ingeniería Química de la Universidad de Valencia. Durante su carrera profesional ha participado en diversos proyectos de I+D+I, ha publicado libros / revistas científico-técnicos, posee patentes y modelos de utilidad relacionados con el tratamiento de aguas residuales.

## Biografía
Aurora Seco se Licenció en ciencias químicas por la Facultad de Química de la Universidad de Valencia  en el año 1976, y allí mismo, obtuvo el doctorado en ciencias químicas, en el año 1980. Obtuvo una beca de la Conselleria de Cultura, Educación y Ciencia para estancia de investigación en la Universidad de Stanford en Estados Unidos en el año 1986.
Realizó una investigación Postdoctoral de eliminación de metales pesados de las aguas residuales mediante precipitación/adsorción con hidróxidos en la Universidad de Stanford en 1987.
Ha desempeñado diversos cargos dentro de la Universidad de Valencia como: Miembro de la Comisión de Coordinación del Doctorado del programa Oficial de Posgrado de "Ingeniería Química, Ambiental y de Proceso" desde el año 2007; Miembro de la Comisión para la Elaboración del Plan de Estudios (CEPE) del Grado de Ingeniería Química desde el año 2008, y desde ese mismo año también es Miembro de la Comisión para la Elaboración del Plan de Estudios (CEPE) del Máster Oficial Interuniversitario (Universidad de Valencia-Universidad Politécnica de Valencia) en Ingeniería Ambiental.
También ha sido la Representante de la Universidad de Valencia en la Comisión de Trabajo de Medio Ambiente e Industria de la Cámara de Comercio, Industria y Navegación de Valencia y Evaluadora de la Agencia Nacional de Evaluación y Prospectiva (ANEP), ambos cargos desde el año 2007.
Además, desde 1992 es miembro de Water Environment Federation.

## Trabajo
Las líneas de investigación de Aurora Seco están relacionadas fundamentalmente con el medio ambiente, el tratamiento y gestión  de aguas residuales. Forma parte, como miembro permanente del grupo, de la Red Mesa española de Tratamiento de Aguas (meta), dentro del grupo CALAGUA-UV, siendo CalAgua (Calidad del Agua) un grupo de investigación, cuyos componentes son tanto personal del Instituto de Ingeniería del Agua y Medio Ambiente de la Universidad Politécnica de Valencia, como del Departamento de Ingeniería Química de la Universidad de Valencia, que desempeñan una labor de estudio integral de los procesos biológicos y físico/químicos que tienen lugar en una estación depuradora de aguas residuales, también llamada planta de depuración o planta de tratamiento de aguas residuales o EDAR.
Ha participado en varios proyectos I+D+I, como el estudio del proceso de fermentación/elutriación de fango primario para la obtención de ácidos grasos de cadena corta y su utilización en la eliminación biológica de nutrientes en estaciones depuradoras de agua residuales en 1999, también ha realizado el estudio de cultivos de microalgas mediante fotobiorreactores de membrana para el tratamiento de aguas residuales en 2004.
Ha realizado contribuciones en varios congresos nacionales e internacionales, tales como el primer congreso de World Water, en el congreso de la  International Water Association (IWA) en el año 2000 entre otros.
Aurora Seco es autora, dentro del grupo de investigación CalAgua,  del programa informático "LoDif BioControl", utilizado por la Universidad Politécnica de Valencia, para la implementación de sistemas de control en EDAR.

## Libros
- La contaminación industrial en el sector agroalimentario de la Comunidad Valenciana, IMPIVA, en el año 1993, ISBN 84-482-0130-2.[9]
- Aguas residuales industriales, Minimización y tratamiento, 1994 Valencia, ISBN 84-606-2102-2.[10]
- Residuos industriales, Minimización y tratamiento, 1994 Valencia, ISBN 84-606-2032-8.[11]